# Let's Get Excited
Singles de Alesha Dixon
Breathe Slow
(2009) To Love Again
(2009)
Pistes de The Alesha Show
Welcome to the Alesha Show Breathe Slow
Let's Get Excited est le 3e single de la chanteuse britannique Alesha Dixon, issu de son 2e album "The Alesha Show".
Il est sorti le 4 mai 2009 au Royaume-Uni.

## Clip vidéo
Le clip de "Let's Get Excited" a été réalisé par Max & Dania. Le tournage a duré 3 jours et a commencé le 26 mars 2009.

Dans le clip, on voit Alesha danser dans une boîte de nuit à l'ambiance très "hot" au milieu d'innombrables danseurs. Le clip a d'ailleurs battu le World Guiness Record du nombre de danseurs utilisés dans un clip vidéo. 

## Charts
| Chart (2009)          | Meilleure position |
| --------------------- | ------------------ |
| UK Singles Chart      | 13                 |
| Irish Singles Chart   | 36                 |
| Finnish Singles Chart | 14                 |